# Czarny sufit
Czarny sufit – polski dramat filmowy z 2022 roku w reżyserii i według scenariusza Arkadiusza Biedrzyckiego, wyprodukowany przez Instytut Pamięci Narodowej. Pomysłodawcą filmu i konsultantem merytorycznym był dr hab. Marek Gałęzowski, pracownik Biura Edukacji Narodowej IPN.
Z okazji 120-lecia urodzin Józefa Mackiewicza Instytut Pamięci Narodowej przygotował film poświęcony temu polskiemu pisarzowi i publicyście. Akcja toczy się w 1968 r. w mieszkaniu pisarza w Monachium i jest zapisem jego rozmowy z Jerzym Giedroyciem. Bohaterowie rozmawiają o ówczesnej sytuacji międzynarodowej oraz istocie systemu komunistycznego.
Zdjęcia do filmu kręcono w Otwocku i Konstancinie-Jeziornie.

## Obsada
W filmie wystąpili:
- Marek Kalita – Józef Mackiewicz
- Krzysztof Stroiński – Jerzy Giedroyc
- Agnieszka Wosińska – Barbara Toporska